# Combate de los Bajíos de Arregui
El Combate de los Bajíos de Arregui producido a finales de mayo de 1828, último año de la Guerra del Brasil, fue un encuentro heroico entre una nave de la Armada Argentina y una división naval del Imperio del Brasil.

## Historia
De regreso de su Campaña sobre la costa de Castillos, el begantín goleta 8 de Febrero al mando de Tomás Espora entró a la bahía de Samborombón, provincia de Buenos Aires, en medio de una espesa niebla y al despejarse se encontró el día 29 de mayo en medio de una división naval brasileña compuesta de 10 navíos, las corbetas Liberal y Carioca, el bergantín Pirajá, las goletas Constança, Grenfell y Bella Maria, el bergantín goleta Honor, el lugre Principe Imperial y dos cañoneras, un total aproximado de 129 cañones y 1.200 hombres.
El 8 de Febrero fue avistado de inmediato por el enemigo, quien lo atacó inmediatamente, recostándose Espora sobre los Bajíos de Arregui, cerca de la desembocadura del río San Clemente, para desde allí procurar responder el ataque desde una menor profundidad que impidiera el ataque frontal del enemigo, con tan mala fortuna que el timón tocó fondo varando la nave. 
Resuelto a luchar, Espora arengó a sus hombres: "¡Ea muchachos!, ahí está el enemigo, y aunque nuestras fuerzas sean desiguales, vamos a enseñarles que somos dignos de mantener el nombre glorioso que lleva este buque. A los artilleros recomiendo la puntería, y a todos la mayor disciplina, porque seré inexorable con el que la quebrante; pero en cambio, os juro sobre esta espada y en presencia del Sol de Mayo, que si las balas respetan mi vida como otras veces, no descansaré hasta obtener que el gobierno premie con mano generosa a las familias de los que caigan en defensa de la honra nacional. Marinos y soldados del 8 de Febrero: sólo los cobardes se rinden sin pelear, y aquí, no reconozco sino argentinos y republicanos. Compañeros, arrimen las mechas y ¡Viva la Patria!".
El comandante brasileño Juan Francisco de Oliveira Botas, ante la absurda desproporción de fuerzas, lo intimó a la rendición negándose Espora e iniciándose un combate que duró diez horas y sólo finalizó al consumir los 900 tiros de cañón, empleándose en tacos hasta la ropa de los tripulantes, y quedarse sin pólvora, habiendo sufrido 25 muertos o desaparecidos, cuatro piezas desmontadas y presentar serias averías en sus palos.
Ya de noche, Espora hizo construir una jangada con manteleros, vergas, botalones, pipería, etc., la cual estuvo lista a las 4 de la mañana, tras lo que organizó el desembarco de los 38 sobrevivientes, todos ellos heridos, que al mando del teniente Gerardo Fisher y al cuidado de José Gregorio Acuña, joven estudiante de primer año de medicina que oficiaba de médico de a bordo, marcharon por tierra rumbo al Río Salado (Buenos Aires), donde llegaron el 7 de junio.
Espora permaneció a bordo junto a su segundo Antonio Toll, cuatro heridos muy graves impedidos de ser trasladados y dos asistentes. Sólo entonces rindió la nave: el encargado de recibir la rendición, teniente Joaquim Marques Lisboa, futuro almirante Tamandaré, temiendo acercarse por suponer que Espora haría volar el buque, fue tranquilizado por Espora quien le dijo "Atraque señor oficial con confianza pues le doy mi palabra que están clavados los cañones y no tengo pólvora ni para encender un cigarro".
Ambos oficiales fueron llevados ante Botas, quien impresionado por su valor solicitó al almirante Rodrigo Pinto Guedes que fueran canjeados, lo que fue aceptado, hecho único de la guerra ya que era política del mando brasilero no acceder a intercambio alguno.
El 10 de junio Espora y Toll dejaron Montevideo en la corbeta Liberal. El 13 a las 13:00 horas el 30 de Julio condujo a la escuadra enemiga al capitán Guillermo Eyre y al teniente 1° Antonio Carlos Ferreira (excomandante de la Leal Paulistana, ahora Maldonado), quienes fueron canjeados por Espora y Toll.